# Frieden und Freundschaftsvertrag von Barcelona (1493)
Der Frieden und Freundschaftsvertrag von Barcelona war ein Abkommen, das im Jahr 1493 zwischen dem französischen König Karl VIII. und den Katholischen Königen Isabella I. von Kastilien und Ferdinand II. von Aragonien abgeschlossen wurde. Am 8. Januar 1493 unterschrieben die Vertreter der vertragschließenden Parteien in Narbonne den Vertrag. Am 18. Januar 1493 wurde er vom französischen König Karl VIII. in Tours und am 19. Januar 1493 von den Katholischen Königen in Barcelona ratifiziert.

## Politischer Zusammenhang
In den Jahren 1492 und 1493 schloss der junge französische König Karl VIII. Friedensverträge mit seinen bedeutendsten ausländischen Widersachern ab.
- In Étaples einigten sich Karl VIII. und Heinrich VII. von England am 3. November 1492 auf einen Waffenstillstand. Heinrich VII. sollte sein Invasionsheer von Boulogne zurückziehen und die Kämpfe in der Bretagne einstellen. Dafür versprach Karl eine jährliche Zahlung.
- Im Vertrag von Barcelona gab Karl VIII. die an seinen Vater Ludwig XI. von Johann II. von Aragonien als Pfand abgetretenen Grafschaften Roussillon und Cerdanya an Johanns Sohn Ferdinand II. zurück.
- Im Vertrag von Senlis, der im Mai 1493 abgeschlossen wurde, gab Frankreich Teile des Erbes Herzog Karls des Kühnen von Burgund an den römisch-deutschen König und späteren Kaiser Maximilian I. und dessen Sohn Philipp, den damaligen Herzog von Burgund, zurück.

Historiker haben diese drei Verträge allgemein als vorbereitende Schritte des jungen Karl VIII. auf sein italienisches Abenteuer angesehen. In den drei Verträgen machte er große finanzielle, territoriale und politischen Zugeständnisse an seine wichtigsten Feinde.

## Vorgeschichte: Besetzung der Grafschaften Roussillon und Cerdanya
Zu Beginn des Katalanischen Bürgerkrieges unterschrieb Johann II. von Aragonien im Mai 1462 einen Vertrag mit dem französischen König Ludwig XI. Die Franzosen boten dem aragonischen Monarchen militärische Hilfe an. Johann II. sollte im Austausch dafür 300 000 Kronen  an Ludwig XI. zahlen. Als Pfand trat Johann die Rechte an den Grafschaften Roussillon und Cerdanya an den französischen König ab.  Da die vereinbarte Zahlung an den französischen König nicht geleistet wurde, besetzte er die Grafschaften langfristig. Auch Versuche König Johanns, die Gebiete durch Militärangriffe wieder seiner Regierung zu unterstellen, scheiterten. Nach der Eroberung des Königreiches Granada hätten den Katholischen Königen nun auch die Mittel zur Verfügung gestanden, die Grafschaften Roussillon und Cerdanya mit Gewalt für die Krone von Aragonien wiederzugewinnen.

## Inhalt des Vertrages
- Im  Vertragstext war geregelt, dass die Könige Kastiliens und Aragoniens keinem der Feinde Karls irgendwelche Hilfe tatsächlicher oder taktischer Art erbringen dürften. Dieses Verbot nahm eine Hilfe für den Papst aus. (Die Klausel bezüglich des Papsttums war üblich in allen Verträgen zwischen christlichen Königen der Zeit. Im Fall des Vertrages von Barcelona war diese Klausel der Stolperstein dafür, dass der Vertrag schon nach kurzer Zeit scheiterte.)[7]
- Die Katholischen Könige und Karl verabredeten sich gegenseitig vorher zu konsultieren, bevor sie Verträge mit anderen Herrschern abschlössen.
- Heiratsprojekte in England und Burgund sollten Ferdinand und Isabella nur mit Zustimmung des französischen Königs verfolgen dürfen.
- Frankreich verpflichtete sich die katalanischen Gebiete, die Grafschaften Roussillon und Cerdanya, an Ferdinand zurückzugeben.

An keiner Stelle des Vertrages gab es einen Hinweis auf die Ansprüche, die Karl VIII. später im Bezug auf Neapel geltend machte.

## Bruch des Vertrages
Direkt nach Abschluss der Verträge begann Karl VIII. einen Kriegszug nach Italien vorzubereiten, um das Königreich Neapel zu erobern. Alle Versuche betroffener Regenten ihn davon abzuhalten scheiterten. Auch Papst Alexander VI. versuchte mit diplomatischen Mitteln Karl von seinem Vorhaben abzubringen. Der begründete sein Vorgehen gegen Neapel einerseits mit historischen Ansprüchen seines Hauses, andererseits damit, dass er das Königreich Neapel als Ausgangspunkt für einen geplanten Kreuzzug gegen die Türken benötigen würde. Im Februar 1495 besetzen die Franzosen das Königreich Neapel. Am 20. Mai 1495 krönte Papst Alexander, nachdem er von Karl auf verschiedene Arten unter Druck gesetzt worden war, diesen in der Kathedrale von Neapel zum König.
Die Katholischen Könige fühlten sich so lange an den Vertrag gebunden, bis Papst Alexander sie um Hilfe bat. Im März 1495 begannen sie Truppen auf die von ihnen regierte Insel Sizilien zu verlegen. Im Juni fanden die ersten Kämpfe zwischen den französischen und den spanischen Truppen in Kalabrien statt. Der Herzog von Montpensier, der französische Vizekönig in Neapel, kapitulierte am 27. Juli 1496.